# Orectochilus schillhammeri
Orectochilus schillhammeri is een keversoort uit de familie van schrijvertjes (Gyrinidae). De wetenschappelijke naam van de soort is voor het eerst geldig gepubliceerd in 1998 door Mazzoldi.